# Ummidia quijichacaca
Espèce
Ummidia quijichacaca est une espèce d'araignées mygalomorphes de la famille des Halonoproctidae.

## Distribution
Cette espèce est endémique du département de Cundinamarca en Colombie,. Elle se rencontre sur le cerro de Monserrate.

## Description
La carapace de la femelle holotype mesure 6,83 mm de long sur 6,24 mm.

## Étymologie
Son nom d'espèce lui a été donné en référence au lieu de sa découverte, le Quijichacaca.

## Publication originale
- Godwin & Bond, 2021 : « Taxonomic revision of the New World members of the trapdoor spider genus Ummidia Thorell (Araneae, Mygalomorphae, Halonoproctidae). » ZooKeys, no 1027, p. 1-65 (texte intégral).